# Pokhare
Pokhare (nep. पोखरे) – gaun wikas samiti we wschodniej części Nepalu w strefie Sagarmatha w dystrykcie Okhaldhunga. Według nepalskiego spisu powszechnego z 2001 roku liczył on 341 gospodarstw domowych i 1633 mieszkańców (844 kobiet i 789 mężczyzn).